# Huis Nolet
Het Huis Nolet, plaatselijk ook wel bekend als het Huis met het bordes, is een rijksmonumentaal patriciërshuis aan de Lange Haven in de Nederlandse stad Schiedam. Het pand is per 29 mei 1969 ingeschreven in het Monumentenregister

## Geschiedenis
De woning is gebouwd voor de distilleerder en later ook burgemeester Cornelis Nolet, naar ontwerp van Jan Giudici, een Italiaanse architect die zich in Nederland vestigde.

## Kantongerecht
In 1908 werd in dit huis het kantongerecht Schiedam gevestigd. Het kantongerecht deed tot 2002 als zodanig dienst. Vanaf 2010 bestaat het kantongerecht niet langer, tussen 2002 en 2010 deed het gerechtsgebouw dienst voor het arrondissement Rotterdam. Na de sluiting had het pand geen functie meer voor de staat waarna het op 18 april 2013 openbaar verkocht werd. Het pand is voor €2.500.000 verkocht. Sindsdien is het niet langer in eigendom van de Rijksgebouwendienst.

## Exterieur
De voorgevel bestaat uit een bakstenen lijstgevel met hoekblokken van natuursteen. De middenrisaliet is geheel bekleed met natuursteen. Voor de middenrisaliet is een hoog bordes geplaatst, dat eveneens van natuursteen is. De balustrade is van smeedijzer. De verdieping, boven de bel-etage, is gebosseerd.
De voordeur heeft een getoogde deuromlijsting. Boven de deur is een gekroonde Mercuriuskop geplaatst. Onder de kop zijn trossen vruchten en consoles in de vorm van acanthusbladeren geplaatst. De deur, kalf en het bovenlicht zijn authentiek. Aan de middenrisaliet hangen twee lantaarns.
Voor de hoeken van het pand staan twee getordeerde palen. Links van het gebouw bevindt zich een poort, de bakstenen pijlers hiervan zijn in Lodewijk XVI-stijl en bekroond met siervazen.

## Interieur
De kamers bevatten stucplafonds en een aantal kamers hebben een marmeren schouwen. Ook zijn er gesneden deuren en trapleuningen aanwezig. Het interieur is in Lodewijk XVI-stijl.
De grote achterzaal is in een overgangsstijl met kenmerken uit de Lodewijk XVI- en de empirestijl. De wanden zijn geleed door dubbele halfzuilen in Korinthische stijl, en pilasters.